# Inmigración salvadoreña en Australia
La inmigración salvadoreña en Australia se refiere a la llegada de salvadoreños a territorio australiano.

## Historia
Los primeros salvadoreños que migraron a Australia fueron los refugiados que pidieron asilo político a causa de la Guerra civil ocurrida en el país durante la década de los 70. Durante las décadas de los años 1970 y 1980, centenares de miles de salvadoreños, abandonaron su país a consecuencia de la Guerra Civil que vivía El Salvador y de la grave crisis económica provocada por el conflicto bélico. Algunos de los lugares de destino de esta corriente migratoria fueron Estados Unidos, Guatemala, México, España, Canadá, Australia y Suiza, hasta llegar a formar una numerosa comunidad salvadoreña en el exterior. Este fenómeno migratorio ha impactado en la política y en la economía de El Salvador y ha tenido gran relevancia en la historia reciente de dicho país centroamericano.

## Estadísticas
El 32 % de los salvadoreños vive en Melbourne, el 21 % en Brisbane y el 18 % en Sídney. Hacia 2005, el gobierno de El Salvador estimaba 18 755 emigrados a Australia.
El censo australiano de 2011 registró que el 25 % realizaba roles gerenciales o profesionales. El 23 % se emplea en la producción, el transporte y las operaciones y el 20 % son trabajadores. Muchos migrantes de El Salvador son trabajadores calificados, pero su falta de inglés les ha obligado a aceptar trabajos no calificados. Más del 92 % todavía hablan español en casa, y la mayoría son católicos, aunque hay comunidades evangélicas en crecimiento.